# Allsvenskan i handboll för damer 1984/1985
Allsvenskan i handboll för damer 1984/1985 vanns av Stockholmspolisens IF, som efter slutspel även vann svenska mästerskapet.

## Sluttabell

### Grundserien
| Nr | Lag                      | Matcher | Vinst | Oavgjort | Förlust | Målskillnad | Poäng |
| -- | ------------------------ | ------- | ----- | -------- | ------- | ----------- | ----- |
| 1  | Stockholmspolisens IF    | 18      | 14    | 4        | 2       | 358-258     | 28    |
| 2  | IK Heim                  | 18      | 12    | 0        | 6       | 317-289     | 24    |
| 3  | Tyresö HF                | 18      | 10    | 4        | 4       | 306-279     | 24    |
| 4  | HP Warta                 | 18      | 10    | 3        | 5       | 313-263     | 23    |
| 5  | Göteborgs Kvinnliga IK   | 18      | 11    | 0        | 7       | 309-208     | 22    |
| 6  | Irsta HF                 | 18      | 9     | 2        | 7       | 333-308     | 18    |
| 7  | Stockholms spårvägars IF | 18      | 8     | 1        | 9       | 277-304     | 17    |
| 8  | Skånela IF               | 18      | 5     | 3        | 10      | 278-303     | 13    |
| 9  | Kvinnliga IK Sport       | 18      | 3     | 3        | 12      | 262-327     | 9     |
| 10 | Borlänge HK              | 18      | 0     | 0        | 18      | 248-390     | 0     |

## SM-slutspel
Stockholmspolisens IF blev svenska mästarinnor

## Skytteligan
- Mia Hermansson, HP Warta - 18 matcher, 112 mål[1]

### Fotnoter
1. ↑  ”Skyttedrottningar 1984–2012”. Svenska handbollsförbundet. 2011 – 2012. Arkiverad från originalet den 21 april 2013. https://web.archive.org/web/20130421230635/http://www.svenskhandboll.se/ImageVaultFiles/id_2945/cf_31/Elit_Damer_Skyttedrottningar.PDF. Läst 30 maj 2015.